# Giuseppe Meloni
Giuseppe Meloni (Cagliari, 12 luglio 1947) è un medievista italiano, studioso in particolare di storia mediterranea e della Sardegna medievale.

## Biografia
Figlio dell'antichista Pietro Meloni, professore emerito di Storia romana presso l'Università degli Studi di Cagliari, ha iniziato la carriera universitaria nel medesimo ateneo nel 1969, come assistente alla scuola di Alberto Boscolo, divenendo poi docente nell'Università degli Studi di Sassari nel 1973 fino al rango di professore ordinario di Storia medioevale.
Preside della Facoltà di Lettere e filosofia dal 1998 al 2007, nel tempo ha ricoperto gli incarichi di presidente del Corso di laurea in Scienze dei beni culturali, primo direttore (seppur per pochi giorni) e poi decano del Dipartimento di Storia, Scienze dell'Uomo e della Formazione, delegato dell'ateneo sassarese alla "Consulta regionale per la lingua e cultura sarda" e membro della Comisión Permanente de los Congresos de Historia de la Corona de Aragón per l'Italia. Nel 2013-2014 è stato anche presidente della Commissione nazionale per l'abilitazione scientifica nel suo settore concorsuale.

## Attività scientifica
Tra i suoi studi emergono quelli sulla politica e l'economia degli stati mediterranei, come Genova e l'Aragona, maturati in seguito a lunghe missioni in diversi archivi europei: Barcellona, Genova, Venezia, Vaticano.

Ha all'attivo l'edizione di diverse fonti come cronache catalane del Trecento e documenti prodotti in Sardegna, come i condaghes di Barisone II e di San Gavino.
Inoltre ha promosso le prime indagini sull'insediamento umano nella Sardegna medioevale coordinando gruppi di ricerca e pubblicando numerosi scritti; ne sono derivati i diversi studi sull'insediamento (Geridu) e sulle fortificazioni (Monte Acuto).
Ha anche condotto ricerche che esplorano una realtà più vasta di quella dell'isola, approfondendo le tematiche relative all'insediamento umano precolombiano nel sud-ovest degli Stati Uniti (in particolare i centri Anasazi) e sull'attività mercantile di Giovanni Boccaccio.
Al di là dei limiti cronologici del Medioevo ha inoltre pubblicato documenti sul mondo agro-pastorale della Sardegna nel Settecento e Ottocento, sull'emigrazione sarda negli Stati Uniti ai primi del Novecento e sulla Grande Guerra.

## Opere
- Genova e Aragona all'epoca di Pietro il Cerimonioso, vol. 1 (1336-1354), Padova, CEDAM, 1971. ISBN 9788813236311.
- Genova e Aragona all'epoca di Pietro il Cerimonioso, vol. 2 (1355-1360), Padova, CEDAM, 1976. ISBN 9788813243050.
- L'Italia medioevale nella cronaca di Pietro IV d'Aragona, Cagliari, Della Torre, 1980. ISBN 9788873431299.
- Genova e Aragona all'epoca di Pietro il Cerimonioso, vol. 3 (1361-1387), Padova, CEDAM, 1982. ISBN 9788813251314.
- Mediterraneo e Sardegna nel Basso Medioevo, Pisa, ETS, 1988. ISBN 9788877414304.
- Il Parlamento di Pietro IV d'Aragona, 1355, curatela, Cagliari, Consiglio regionale della Sardegna, 1993.
- Mondo rurale e Sardegna del XII secolo. Il condaghe di Barisone II di Torres, con Andrea Dessì Fulgheri, Napoli, Liguori, 1994. ISBN 882071860X.
- Il castello di Monte Acuto - Berchidda, Ozieri, 1994.
- Il mercante Giovanni Boccaccio a Montpellier e Avignone, in "Studi sul Boccaccio", XXVI, 1998, pp. 99–126.
- Ramon Muntaner – Pietro IV d'Aragona, La conquista della Sardegna nelle cronache catalane, Nuoro, Ilisso, 1999. ISBN 8885098886
- L'insediamento umano nella Sardegna settentrionale nel basso medioevo: il villaggio medioevale di Geridu (Geriti), con Alessandro Soddu, in Mélanges de l'Ecole Française de Rome. Moyen Age, t. 113, 1, 2001.
- Il Condaghe di San Gavino: un documento unico sulla nascita dei giudicati, curatela, Cagliari, CUEC, 2005. ISBN 8884672805.
- Vita quotidiana a Berchidda tra '700 e '800, Sassari, Delfino, 2005. ISBN 9788871383484.
- Oschiri, Castro e il Logudoro orientale, curatela con Pier Giorgio Spanu, Sassari, Delfino, 2005. ISBN 9788871383620.
- Sul tema dei villaggi abbandonati. Gli insediamenti Anasazi (sud-ovest degli Stati Uniti), in "Annali della Facoltà di Lettere e Filosofia dell'Università di Sassari", I, 2009, Ortacesus, 2009.
- Emigrati sardi a New York ai primi del '900. I berchiddesi (ricerca d'archivio), Sassari, EDES, 2011. ISBN 9788860251787.
- Medioevo catalano. Studi (1966-1985), Sassari, EDES, 2012. ISBN 9788860252241.
- Una panchina in Piazza del Popolo, Sassari, EDES, 2014. ISBN 9788860253187.
- La famiglia Zanzu a Berchidda, Sassari, EDES, 2013-2016. ISBN 9788860253835.
- Quando affiorano i ricordi: la famiglia Meloni da Buddusò, Sassari, EDES, Editrice democratica sarda, 2017,  p. 162, OCLC 1036375461. Ospitato su archive.is.
- Uomini Soldati Eroi. Berchiddesi alla Grande Guerra. Fogli Matricolari 1 - Classi 1880-1889, Sassari, EDES 2020. ISBN 9788860254993.
- Dalle campagne ai campi di lavoro. Deportati e sbandati, Sassari, EDES, 2023. ISBN 9788860256072.